# Tomaso Gropallo
Tomaso Gropallo (Pontremoli, 1898 – Genova, 1977) è stato uno scrittore italiano.
Durante la prima guerra mondiale fu tenente di artiglieria; fu scrittore di storia della navigazione a vela.

## Vita
Tomaso Gropallo nasce a Pontremoli nel 1898 in una famiglia di nobili genovesi. Patrizio genovese, dottor avvocato maritimista, membro delle associazioni straniere Nautical Research di Greenwich (GB), Association Caporniers de Saint Malo (F), membro dell'Accademia di Marina Mercantile. Nel 1917 si arruola volontario in artiglieria e parte per il fronte del Carso dove scriverà il suo diario di guerra I Cannoni di Caporetto. Alla fine della guerra torna a Genova e si laurea in giurisprudenza con una tesi sui rapporti commerciali transoceanici. Nel 1929 pubblica Il romanzo della vela. Durante la seconda guerra mondiale viene richiamato alle armi e dopo l'8 settembre entra come ausiliario nelle file dell'esercito britannico. Nel dopoguerra riprende la collaborazione con prestigiose testate nautiche e pubblica con Mursia un'edizione aggiornata del Romanzo della vela. Muore a Genova nel 1977.

## Opere
- Cannoni di Caporetto

(193/20x13/P/ITA).
- Navi a vapore e armamenti italiani: dal 1818 ai giorni nostri

Pubblicazione: Milano: Mursia, 1976. - 354 p., [12! c. di tav. : ill. ; 23 cm. Codice identificativo: IT\ICCU\SBL\0587252
- Il *romanzo della vela: narrazione delle eroiche gesta della Marina a vela nazionale dal 1840 ad oggi

Pubblicazione: Milano: Ceschina, 1929. - 353 p. : ill. ; 22 cm.
- Il romanzo della vela: Storia della marina mercantile a vela italiana nel secolo XIX

Pubblicazione: Milano: Mursia, 1973
Codice identificativo: IT\ICCU\LIA\0103610
- Il Cutty Sark: ultimo di un'epoca splendida, di Alan Villiers; presentazione di Tomaso Gropallo; appendice a cura di R. Prinzhofer

Pubblicazione: Milano: Mursia, 1971
Codice identificativo: IT\ICCU\UBO\0101024
- Elementi di diritto della navigazione ad uso degli allievi degli Istituti nautici e dei pratici

Pubblicazione: Bari: G. Laterza e F., 1953
Codice identificativo: IT\ICCU\CUB\0327839
- Il romanzo della vela: narrazione delle eroiche gesta della Marina a vela nazionale dal 1840 ad oggi

Pubblicazione: Milano: Ceschina, 1929
Codice identificativo: IT\ICCU\CUB\0327841
- Lo scrivano

Pubblicazione: Genova: [s.n.], 1956 (Genova: Tip. A. Porcile e figli)
Codice identificativo: IT\ICCU\CUB\0327842
- Nozioni di diritto marittimo

Pubblicazione: Milano: A. Vallardi, 1935
Codice identificativo: IT\ICCU\CUB\0327843
- I clipper: l'età dell'oro della vela, testo di Basil Lubbock; illustrazioni di Jack Spurling; presentazione di Alan Villiers; con un'appendice sui velieri italiani di Tomaso Gropallo

Pubblicazione: Milano: Rizzoli, 1976
Codice identificativo: IT\ICCU\SBL\0057700
- Il romanzo della vela: storia della marina mercantile a vela italiana nel secolo XIX.

Pubblicazione: Milano: U. Mursia, 1973
Codice identificativo: IT\ICCU\SBL\0461845
| Controllo di autorità | VIAF (EN) 76535227 · ISNI (EN) 0000 0000 6311 3775 · SBN SBLV040368 · LCCN (EN) n2002031033 · BNF (FR) cb14448251m (data) |